# Feschaeria
Feschaeria é um gênero de traça pertencente à família Brachodidae.